# Johannes Ferdinand Schmid
Johannes Ferdinand Schmid (* 1. September 1850 in Albrechtshain; † 1. Februar 1912 in Plauen) war ein deutscher Verwaltungsjurist und Kommunalpolitiker.

## Leben
Schmid studierte bis 1874 Rechtswissenschaft an der Universität Leipzig. Dort wurde er 1875 zum Dr. jur. promoviert. Zu diesem Zeitpunkt war er Hilfsreferendar beim Gerichtsamt Wurzen. Seine Studienzeit war unterbrochen durch die Teilnahme am Deutsch-Französischen Krieg 1870/1871.
Schmid war 1875 besoldeter Stadtrat in Crimmitschau, ab 1880 drittes bzw. ab 1882 erstes besoldetes Ratsmitglied in Zittau. Im Jahr 1885 wurde er zum Stadtrat von Leipzig gewählt, 1891 folgte seine Wahl und Verpflichtung zum Stadtrat auf Lebenszeit. Von 1902 bis zu seinem Tod war er Oberbürgermeister der Stadt Plauen. In dieses Amt war er am 2. Juni 1902 vom Stadtgemeinderat gewählt worden. Am 13. Dezember 1904 wurde er von diesem auf Lebenszeit wiedergewählt. Vom 1. Juli 1902 bis zu seinem Tod war Schmid zudem Mitglied der I. Kammer des Sächsischen Landtags in der Klasse der Magistratspersonen.